# Chuột thợ

Một con chuột thợ (HeroRAT) đang được thưởng chuối sau khi dò ra mìn

Chuột thợ là bất kỳ loài chuột nào được sử dụng để làm việc phục vụ cho con người. Trong nhiều trường hợp chúng đã được thuần hóa để sử dụng (như là chuột nâu), thông thường chúng được huấn luyện để sử dụng (chẳng hạn như chuột túi Gambia dùng để phát hiện bệnh lao và dò mìn)

## Các loại
Chuột nâu (Rattus norvegicus) được sử dụng để làm chuột thí nghiệm (chuột bạch) phục vụ cho hoạt động nghiên cứu khoa học và làm chuột cảnh phục vụ cho các hoạt động giải trí của con người, nhất là huấn luyện chúng cho những show diễn xiếc. Những con chuột túi khổng lồ châu Phi, được huấn luyện để phát hiện bom mìn, đang góp phần vào cuộc chiến chống lại bệnh lao ở Tanzania và Mozambique. 

### Phòng lao
Có kế hoạch sử dụng khứu giác nhạy bén của loài chuột để lọc tìm bệnh lao từ phạm nhân trong những nhà tù đông đúc ở Tanzania và Mozambique, nhờ kỹ năng và tốc độ phát hiện bệnh lao. Người ta huấn luyện nhiều con chuột hơn để tiến hành kiểm tra nhà tù và tin rằng cách này nhanh hơn và đáng tin cậy hơn các phương pháp hiện nay. Những con chuột sẽ trải qua quá trình huấn luyện gắt gao khi chúng 4 tuần tuổi. Ngay khi mở mắt, chúng được làm quen với vô số kích thích, học cách kết thân và tương tác với con người.
Những con chuột học cách nhận ra bệnh lao trong các mẫu nước bọt hoặc dịch nhầy bắn ra từ đường hô hấp dưới khi bệnh nhân hắt hơi và được thưởng khi thành công. Tỷ lệ phát hiện chính xác bệnh lao của những con chuột gần như là 100%, nhưng chúng không thể phân biệt giữa vi khuẩn thông thường và loại kháng thuốc. Cách làm này rất nhanh, rẻ và có tiềm năng hạ thấp chi phí sàng lọc ở những nước nghèo. Trong khi kỹ thuật viên phòng thí nghiệm cần 4 ngày để phát hiện bệnh lao, một con chuột được huấn luyện có thể kiểm tra 100 mẫu vật trong 20 phút và chi phí cho mỗi lần sàng lọc chỉ tiêu tốn 0,2 USD.

### Dò mìn

Một con chuột đang dò mìn

Chuột túi Gambia được huấn luyện để đánh hơi bom mìn còn sót lại ở nhiều vùng nông thôn. Chúng có một khứu giác đặc biệt. Chuột dò mìn nhanh hơn con người vì chúng rất nhạy cảm trong việc phối hợp cùng các thiết bị dò và không bị xao nhãng vì những chất ô nhiễm và độc hại. Một trong những lợi thế lớn nhất khi dùng chuột dò mìn là tính an toàn cao. Chúng không đủ nặng để kích hoạt mìn nổ, vì có trọng lượng khá nhẹ, nên chúng có thể di chuyển qua nhiều nơi có bom mìn mà không gây nổ. loài chuột này sẽ làm bất cứ điều gì có thể giúp chúng có được thức ăn. Đây cũng là loài có thể thực hiện các nhiệm vụ lặp đi lặp lại.
Khi dò mìn, những chú chuột chạy dọc theo dây của người điều khiển, khi chúng ngửi thấy mìn, chúng dừng lại, hít đất và bắt đầu đào. Những dấu hiệu này chỉ cho các nhân viên thấy chú chuột đã tìm được mìn hay một vài ngòi nổ cần được tháo. Các chuyên gia sẽ huấn luyện cho chuột kỹ năng đánh hơi và cào đất khi tìm thấy mìn. Nếu phát hiện vị trí nguy hiểm, chúng sẽ được thưởng chuối hoặc thức ăn.
Chuột này chứng tỏ khả năng phát hiện bom mìn từ xa nhanh hơn con người, chúng làm việc nhanh gấp 5-6 lần con người. Trong khu vực rộng 100 m2, chúng có thể đánh hơi phát hiện trong chưa đầy 20 phút, trong khi con người phải mất 4-5 ngày. Trong ngày, một con chuột tìm kiếm ở khu vực có diện tích lớn hơn khoảng 14 lần so với thiết bị thông thường. Với chế độ huấn luyện nghiêm ngặt hơn, chúng có thể thực hiện nhiệm vụ trong phạm vi từ 200-400 m2 mỗi ngày. 